# كفر سلامة
قرية كفر سلامة هي إحدى القرى التابعة لمركز السنبلاوين في محافظة الدقهلية في جمهورية مصر العربية. حسب إحصاءات سنة 2006، بلغ إجمالي السكان في كفر سلامة 1291 نسمة، منهم 635 رجل و656 امرأة.